# 皮什珀克西拉吉
皮什珀克西拉吉，是匈牙利佩斯州所辖的一个村。总面积25.30平方公里，总人口761，人口密度30.1人/平方公里（2011年1月1日）。